# 竹下製菓
竹下製菓株式会社（たけしたせいか）は、佐賀県小城市に本社を置く食品会社である。「ブラックモンブラン」をはじめとする冷菓で知られる。

## 概要
九州と中国地方の一部で商品展開を行い、各種スーパーやコンビニで「ブラックモンブラン」などの商品を販売している。
主力商品の「ブラックモンブラン」は、東京都内のサミットや、ヤオコー、ライフ、関西地方のセブンイレブン等でも販売されている。
創業は1894年（明治27年）。設立は1927年11月。

## 来歴
- 1894年（明治27年）以前 - 竹下佐七が佐賀県鹿島市で創業。マシュマロ、カステラ、鹿児島の薩摩カルカンなどの製造販売を行う[6]。
- 1920年（大正9年）- 二代目竹下佐八が地元資本を集めて「佐賀製菓株式会社」を設立。大量生産を実現する。[要出典]
- 1920年代半 - 恐慌で経営難に陥り倒産。[要出典]
- 1927年（昭和2年）- 佐八が、息子の竹下小太郎と共に個人商店として再起を図り「竹下製菓」を設立。[要出典]
- 1945年（昭和20年）- 小太郎の出征中に佐八が急逝。小太郎は終戦に伴う帰国の後、物資不足の中サツマイモやどんぐりの粉で飴を作るなど菓子製造を再開。会社を立て直す。[要出典]
- 1958年（昭和33年）- アイスクリーム部門を設立[7]。
- 1959年（昭和34年）- 機械メーカーと共同でアイスバー製造機の開発に着手。[要出典]
- 1961年（昭和36年）- オートメーションによる国産第1号のアイスバー製造機を完成させる。[要出典]
- 1969年（昭和44年）- 「ブラックモンブラン」誕生[8]。
- 2020年（令和2年）10月13日- 埼玉県幸手市のアイス製造会社スカイフーズを完全子会社化[9]。
- 2022年（令和4年）1月1日 - 岡山県岡山市の製パン業者清水屋食品を完全子会社化[10]。

## 主な商品

### ブラックモンブラン

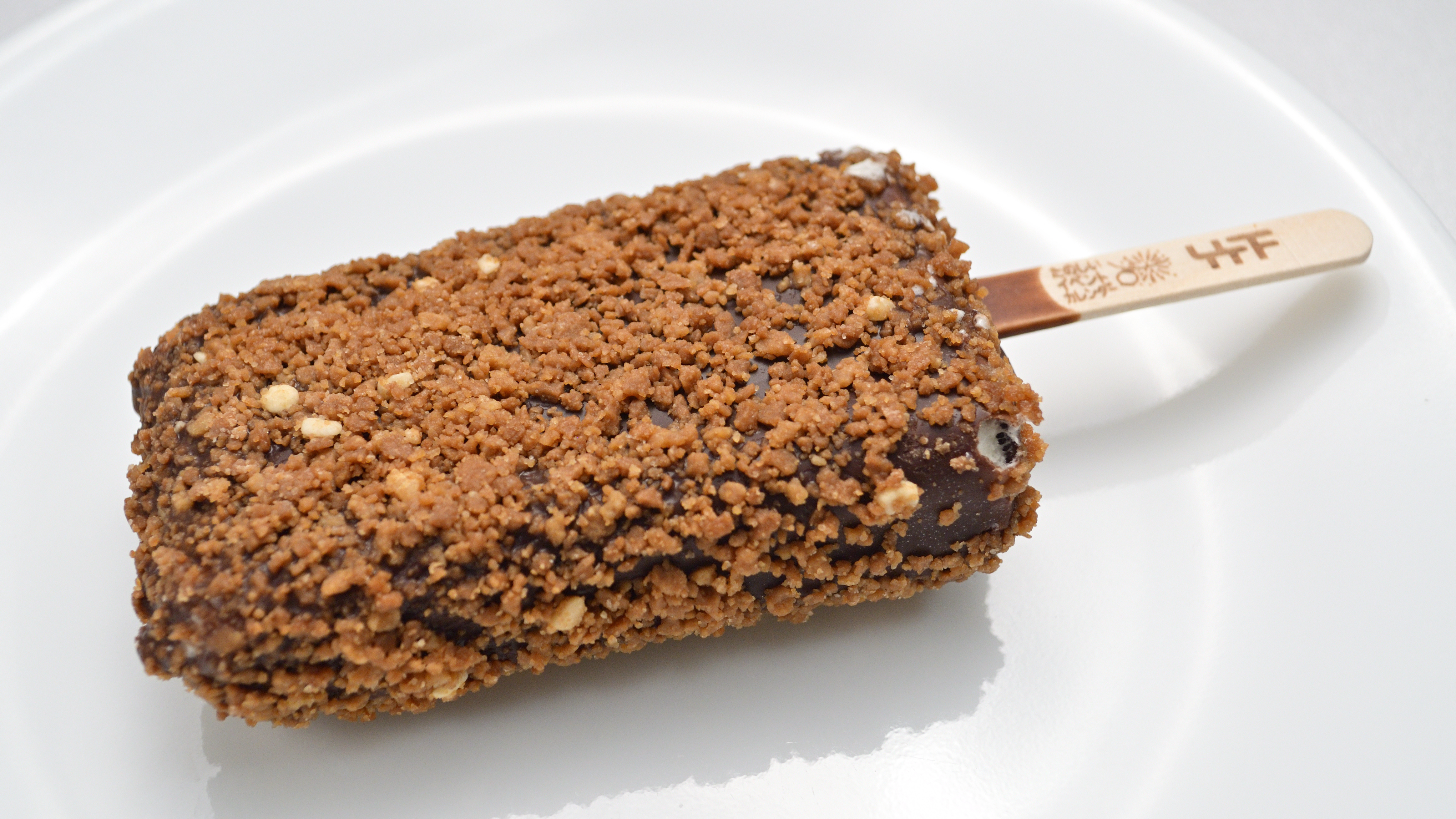
ブラックモンブラン

竹下製菓の主力商品で50年以上続くロングセラー。バニラアイスをチョコレートで覆い、さらにその外側にクッキークランチをまぶしたアイスバー。1969年（昭和44年）に同社の竹下小太郎が発案したものである。商品名の由来は、小太郎がアルプス山脈を訪れた時に「この真っ白い山にチョコレートをかけて食べたら、さぞ美味しいだろうな」と思ったことがきっかけで、アルプスの最高峰モンブランのようにアイスクリームの最高峰を目指すという意味が込められている（ケーキのモンブランとは無関係）。当時のアイスキャンディの大半が、甘味料を加えた色水を固めただけの商品だった。また、当時のアイスキャンディは包装紙に社名を書いただけの商品が一般的で、独自の商品名をつけるのは珍しかった。
種類別は1997年まではラクトアイスだったが、値上りや、美味しさ追求のためアイスミルクに変更している。
山崎製パンとのコラボレーションで、同社からブラックモンブランパンやブラックモンブランエクレアが期間限定で発売されている。

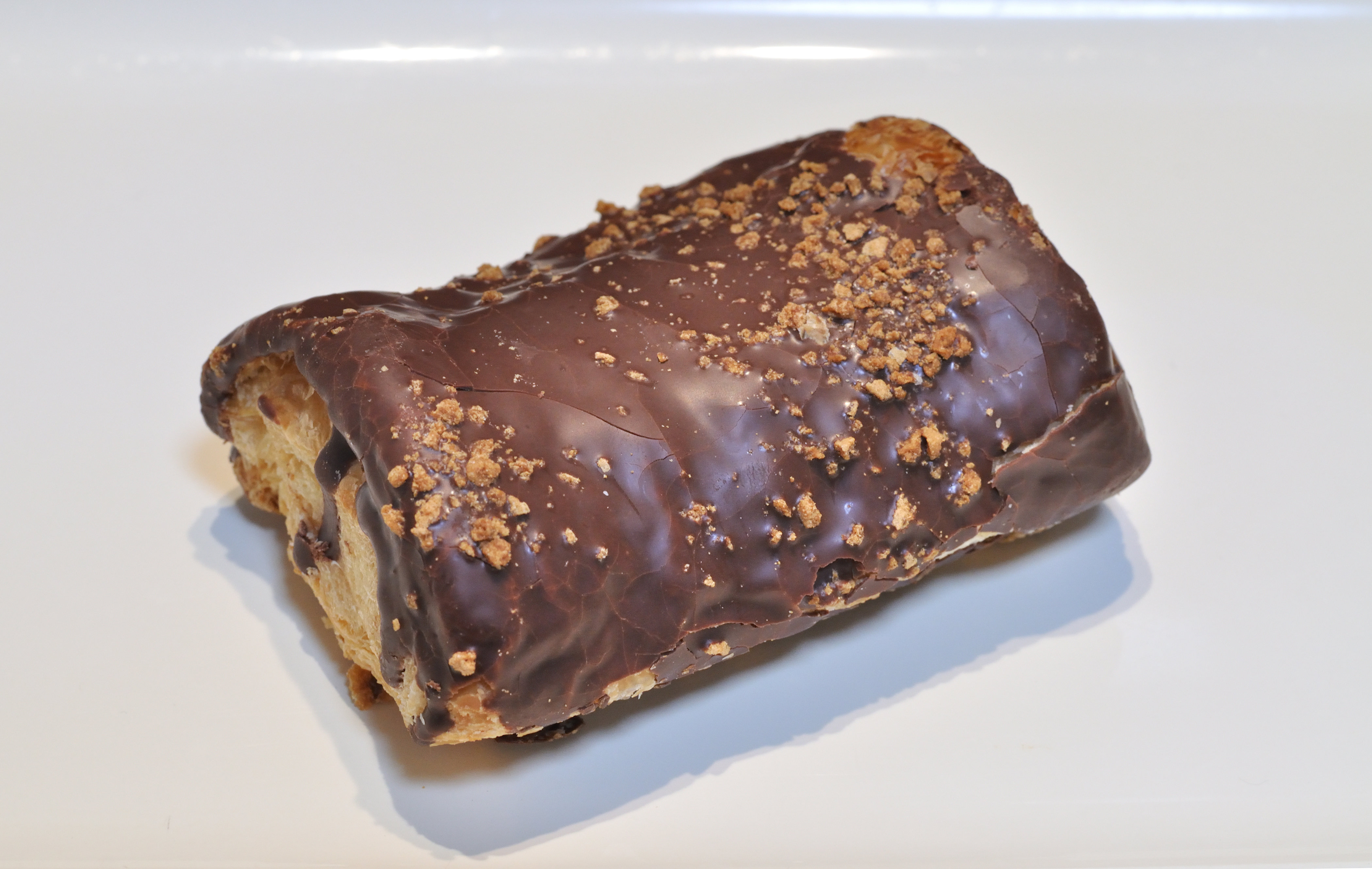
ブラックモンブランパン
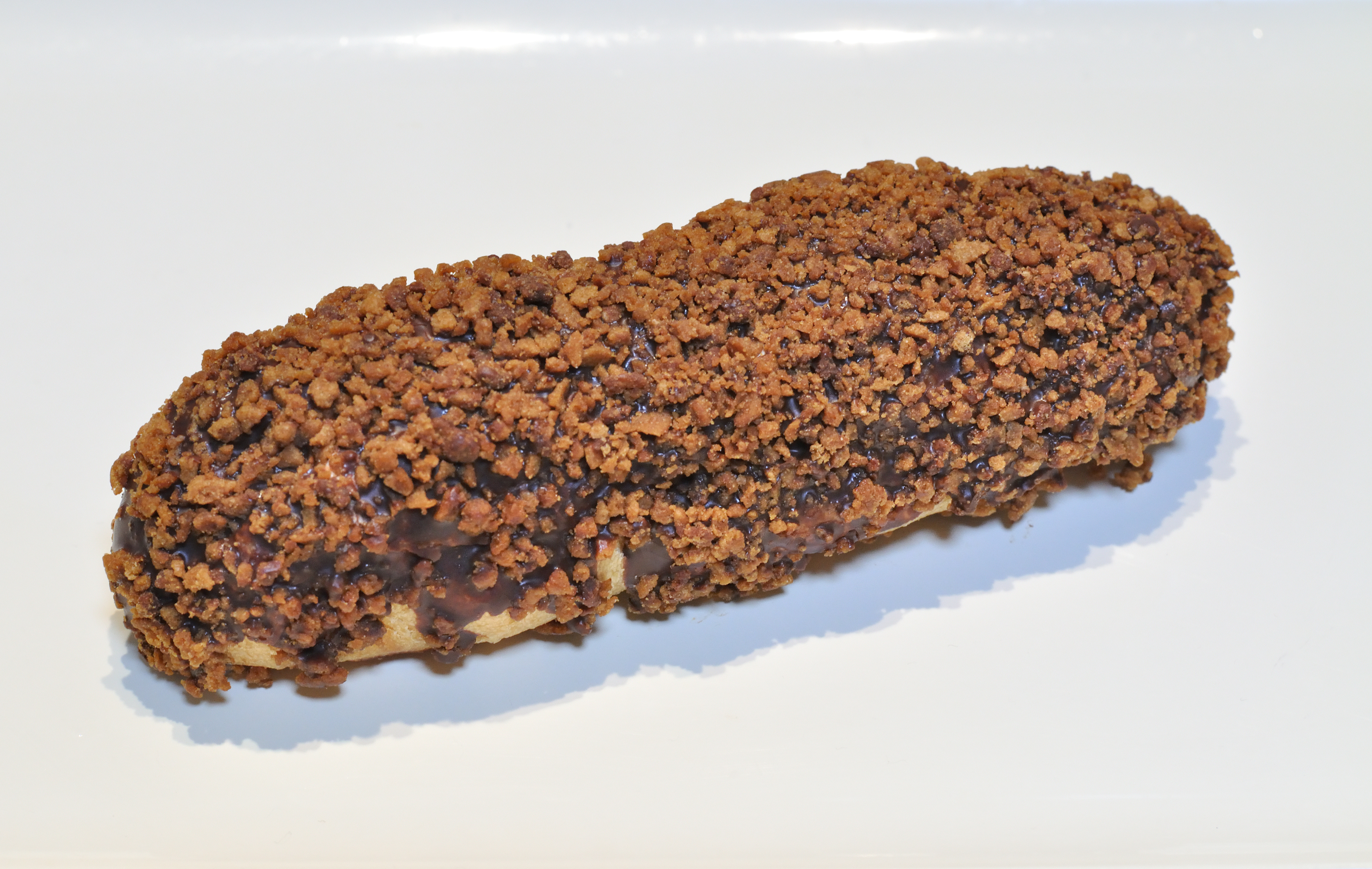
ブラックモンブランエクレア

本州では、大阪市に本社を置く林一二株式会社が1971年（昭和46年）から販売している、ほぼ同様のチョコバリが広く販売されている。
オーストラリアでは、ストリート社が1959年から販売している、ほぼ同様のゴールデンゲイタイムが広く販売されている。

### ミルクック
ブラックモンブランの姉妹商品でカキ氷ミルクセーキのアイスバー。春夏版と秋冬版の2種類が販売されている。アイスの柔らかさとがりがりとした氷の食感を併せ持つのが特徴。
当たりくじ
ブラックモンブランとミルクック（100円の製品のみ。箱詰めなどのセット販売も対象外）には、当たりくじゲームとして、アイスのバーに「あたり」（点数）か「はずれ」が印刷されており、商品と同じ値段分の点数を集めることにより、店頭でブラックモンブランまたはミルクックと無料交換ができる。あたりバーの点数は商品価格の改定などで何度か改定されており、あたりくじゲームも毎年改定されているが、あたりバーを商品と交換する方式は長年に渡り続いている。
1977年から1982年までの間は、特賞500円当たりが設けられており、これは店頭で換金できた。一時期ストロベリーモンブラン（当時specialブラックモンブランや復刻版グリーンモンブランは発売されていなかった）では2000円だったこともある。2017年時点では、特賞A/特賞Bがあり、あたりバーを竹下製菓に郵送すると、それぞれ1000円分のQUOカード、500円分の全国共通図書カードが返送されてくる。ちなみに郵送料90円（切手代）のかわりに商品引換券が同封されており、店頭でブラックモンブランまたはミルクック1本と引換できる。
ダブルチャンス
パッケージ裏面にあるWチャンスの応募マークを5枚集めて送ると「ブラックモンブラン又はミルクック共通引換券 1000円分（100円x10枚）」か「全国共通図書カード 500円分」がもらえる。引換券はブラックモンブラン又はミルクックと引き換えることができる。

### トラキチ君
バナナアイスにチョコレートアイスで縞模様をつけた当たりくじ付きアイスバー。バーには「トラ」に引っ掛けたメッセージが書かれている。ブラックモンブランやミルクック同様にあたりバーを店頭で交換してもらえるほか、特賞あたりも導入されている。

## 製品一覧

### 冷菓
- ブラックモンブラン[15]
  - スペシャルブラックモンブラン[16]
  - ブラックモンブラン トリプルチョコレート[17]
  - ブラックモンブランあまおう苺[18]（ローソン限定）
  - ブラックモンブランいちごさん（九州エリア限定）
- ミルクック[19]
  - スペシャルミルクック[20]
  - ミルクック特濃ミルク8.2
- トラキチ君[21]
  - スペシャルトラキチ君[22]
- おゴリまっせ[23]
- しっとるケ[24]
- つぶみかん
- チロル高原[25]
- 袋氷 ストロベリー[26]
- 袋氷 金時[27]
- 袋氷 ラムネ

#### マルチ商品
- マルチ ブラックモンブラン[28]
- マルチ ミルクック[29]
- がんばれ!!トラキチ君[30]
- マルチ つぶみかん[31]
- マルチ おゴリまっせ[32]
- マルチ袋氷 - ストロベリー[33]、金時[34]
- クランチチョコボールセット（プチブラックモンブラン、スノーフレーク、プチストロベリーモンブラン）

### 和菓子
- 鶴の里（8個入）黄身あん[35]、つぶあん[36]
- ≪ひと口羊羹≫やどり木（旧 名称 : 佐賀小城藩やどり木）

### 洋菓子
- ブラックモンブラン クランチチョコレートバー（10本入り[37] 、6本入り[38]）
- ブラックモンブラン クランチチョコレートバー≪あまおう苺≫（10本入り[39] 、6本入り[40]）
- プチマシュマロ
- ベイクドチーズマシュマロ
- みたらしマシュマロ
- あまおう苺のマシュマロ[41]
- フローレット[42]
- ふわふわケーキ 黄身あん
- ふわふわケーキ【ポケモンがいっぱい】
- ふわふわケーキ【ガツン、とみかん風味】（赤城乳業コラボ）

## 主な通販製品
- おうちでモンブランセット（自分だけのブラックモンブランがおうちで作れる!）

## かつて販売されていた製品

### 冷菓
- プチブラックモンブラン
  - マルチ プチブラックモンブラン
- ダブルチョコブラックモンブラン
- ビターチョコモンブラン
- ストロベリーモンブラン
  - マルチ マルチストロベリーモンブラン
- グリーンモンブラン（初代=時期不明、復刻版 2000年代頃? - 2017年頃）
- フルーツモンブラン（2009年7月14日一斉発売 - 2017年頃）
- 抹茶モンブラン（ - 2021年）
- アソート（｢ブラックモンブラン｣と｢ミルクック｣の詰め合わせ）[43]
- ミルクック ミルクセーキバー
- ミルクック ヨーグルト味
- ミルクック フレッシュヨーグルト
- 大人のミルクック クレームブリュレ味（ - 2021年）
- 大人のミルクック 八女抹茶
- 大人のミルクック クレームブリュレ味
- がんばれトラキチ君
- トラミちゃん
- キューブフルーツ（ - 2017年頃?）
- スノーフレーク（ - 2017年頃?）
- ミルクセーキ カップ（ - 2017年頃?）
- 嬉野 抹茶セーキ（ - 2017年頃?）
- 昔の恋人味 ～すっぱいレモンゼリー～（ - 2021年）
- これで朝食アイス（ - 2021年）
- これで朝食アイス バナナミルクwithチアシード（ - 2021年）
- 浮世離れの小豆みるく（ - 2021年）
- あずき（ - 2021年）
- きなこ仕立ての焙煎黒豆アイス（ - 2021年）
- ベビースターラーメンチョコアイスバー（2021年、数量限定）[44]
- マルチ袋氷 - ラムネ

### 洋菓子
- マルチしっとるケ（ - 2021年）
- 梨のデザートシャーベット（ - 2021年）
- まるごと日向夏（ - 2021年）
- ふわふわケーキ 洋風黄味あん（ - 2021年）
- ふわふわケーキ ベイクドチーズケーキ味（ - 2021年）
- ふわふわケーキ 抹茶みるく（ - 2021年）
- ふわふわケーキ 瀬戸内レモン（ - 2021年）
- ふわふわケーキ アーモンドペーストチョコ（2013年頃? - ）
- ふわふわ和風マシュマロ つぶあん（ - 2021年）
- ぐでたまな気分（ - 2021年）
- 自然味良品
  - 自然味良品 苺マシュマロ（ - 2017年頃?）
  - 自然味良品 マロンマシュマロ（ - 2017年頃?）
  - 自然味良品 チョコマシュマロ（ - 2017年頃?）

## その他
- 2008年7月20日から8月31日まで[注釈 1]サガテレビでゲゲゲの鬼太郎内でアイス侍[45] という30秒のシリーズCM形式のアニメが放送された[11]。
キャラクターは竹下製菓のアイスをモチーフとしている。
なお、サガテレビでの「鬼太郎」のスポンサーは通常バンダイだけだが、このCM放送時は、竹下製菓がスポンサーについていた。
- 2010年2月11日に放送された「秘密のケンミンSHOW」（読売テレビ）の連続転勤ドラマ「辞令は突然に…」にて、ブラックモンブランが紹介された[注釈 2]。
- 2024年11月11日の『ラヴィット!』（TBS系）のロケ企画において「フローレット」が紹介された。
- 佐賀県とロマンシング佐賀2021の連携企画の「みんなでいくばい!SaGa風呂制圧戦」にて、「ねんがんのブラックモンブラン」として登場しコラボ商品も期間限定で発売された。

## 関連企業
- 竹下コーポレーション - アパホテルの佐賀駅南口、別府駅前[46]を経営
- スカイフーズ - 埼玉県幸手市のアイス製造会社。2020年に完全子会社化。事業拡大、非常時対応を見据えた関東における製造拠点となる[9]。
- 清水屋食品 - 岡山県岡山市の製パン業者。2022年に完全子会社化。生クリームパンを主力製品とする[10]。